# Sardoche
 (octobre 2024).
Sardoche, de son vrai nom Andréas Honnet, né le 28 juin 1993, est un streameur et ancien joueur d'esport français, particulièrement sur le jeu vidéo League of Legends.

## Biographie

### Jeunesse et études
Andréas Honnet est né le 28 juin 1993. Il grandit à Écouen, dans le département du Val-d'Oise, et se prend dès l'adolescence de passion pour les jeux vidéo, notamment grâce à Dofus, World of Warcraft ou encore Counter-Strike: Source,.
En 2010, alors en terminale, il commence à jouer régulièrement à League of Legends. Il obtient un baccalauréat scientifique puis se dirige vers une classe préparatoire aux grandes écoles PCSI au lycée Saint-Louis à Paris, tout en continuant à jouer intensivement à League of Legends en parallèle. Après sa classe préparatoire, il intègre l'ENSIIE. Il abandonne finalement ses études en école d'ingénieur afin de se consacrer au streaming en 2015.

### Carrière

#### Esport et débuts
Il commence début 2014, sous le pseudonyme « Sardoche », à diffuser de manière régulière ses parties de League of Legends sur le site d'un autre streamer et vidéaste, corobizar.com. En parallèle du streaming, il commence à jouer de façon compétitive à League of Legends. Fin 2014, il participe avec l'équipe « Les Frères du Purgatoire » à la compétition de League of Legends de la Paris Games Week, où ils terminent 4e,.
En 2015, son équipe s'étant renommée « Imaginary Gaming », il participe à différents événements e-sportifs et remporte notamment la huitième édition de la Lyon e-Sport en février. Il quitte finalement l'équipe en avril, puis rejoint en octobre « melty e-Sport Club » pour deux mois,. Début 2016, il rejoint l'équipe de Corobizar, « Lamasticrew », en tant qu'analyste ; cette structure ferme toutefois en juin de la même année. Il participe à la DreamHack Tours en mai 2016 avec l'équipe GG Call Nash.
En octobre 2017, il devient le capitaine de l'équipe League of Legends d'ArmaTeam. Il quitte la structure en mai 2018 à la suite de mauvais résultats lors de la DreamHack Tours, et prend ses distances avec la scène compétitive de League of Legends,,. En 2020, il reforme temporairement avec Kameto l'équipe « Les Frères du Purgatoire » pour participer au LoL Open Tour,.

#### Twitch
Il se consacre à partir de 2016 à une carrière de streaming de jeux vidéo sur la plateforme Twitch. Il joue principalement à League of Legends ainsi qu'à d'autres jeux compétitifs tels que TrackMania ou Rocket League. En 2017, il participe pour la première fois au marathon caritatif Z Event organisé par ZeratoR,. Au cours de la même année puis en 2018, il est banni à de multiples reprises, mais pour de courtes durées de Twitch à la suite d'injures ou de harcèlement à l'encontre d’autres streamers. À partir de 2019, il commence à participer régulièrement en tant que chroniqueur à l'émission Popcorn, animée par Domingo,.
En février 2019, il organise avec Logitech le plus grand tournoi international du jeu vidéo de rythme osu!. En avril, il est victime d'un swatting en direct,,. Fin octobre, il est remarqué pour un excès de rage à la suite d'une défaite sur League of Legends. En novembre, différents extraits de son énervement en stream sont diffusés dans l'émission Quotidien. Le même mois, il est banni une semaine de Twitch en raison de son « comportement auto-destructeur » lorsqu'il joue à League of Legends,. Le 22 novembre suivant, il est de la même façon interdit par Riot Games de diffuser ses parties de League of Legends en live sous peine de bannissement de leur jeu,. Il recommence les diffusions sur le jeu le 27 mai 2020, où il est pendant un moment le streamer le plus regardé au monde sur la plateforme avec un pic à 149 000 spectateurs simultanés,,.
En juin 2020, il dit subir un harcèlement depuis plusieurs années de la part de personnes souhaitant le pousser au suicide, notamment par le biais de messages insultants sur les forums de Jeuxvideo.com ou en organisant des swattings,. Il témoigne à nouveau par deux fois sur Twitter, en novembre et en décembre, au sujet de son harcèlement,.
En dehors de League of Legends, il remporte en équipe, en octobre 2020, la compétition internationale Twitch Rivals: Trackmania Showdown, dotée d'une récompense de 10 000 dollars. Fin 2020, il commence à streamer à de nombreuses reprises des parties d'échecs en ligne, dans la suite du regain de popularité du jeu après la série télévisée de Netflix Le Jeu de la dame,. En février 2021, il remporte la troisième édition de la compétition internationale d'échecs diffusée sur Twitch PogChamps, en battant notamment l'acteur américain Rainn Wilson en finale,. Il reverse les 40 000 euros gagnés lors du tournoi au Secours populaire français.
En septembre 2021, il est de nouveau banni de Twitch pour deux jours. En raison d'une infraction aux droits d'auteur après avoir réalisé un commentaire en direct d'un débat entre Éric Zemmour et Jean-Luc Mélenchon diffusé sur BFM TV. Fin avril 2022, il part en Corée du Sud pour jouer à League of Legends sur les serveurs coréens afin d'éviter des campagnes de harcèlement en jeu et de pouvoir affronter des adversaires plus compétitifs.
Depuis début septembre 2022, il entame un entraînement de boxe et d'échecs en vue de participer à un match de chessboxing à Los Angeles en décembre 2022. L'organisateur et streamer américain Ludwig Ahgren, décide de l'écarter du projet suite à une affaire impliquant Sardoche. Il est néanmoins sélectionné peu de temps après pour un combat de chessboxing qui a eu lieu le 3 février 2023, lors de l'IFC (Intellectual Fight Club) no 3 à Paris, où il gagne par KO technique dans le 4e round contre Léo Guirlet, qui remplaçait le joueur Kevin Guedj ayant abandonné car blessé,.

## Controverses
En 2020, il est accusé par des journalistes et des féministes d'incarner les clichés du sexisme et de la masculinité toxique sur Twitch,,. En 2025, il déclare regretter ce qu'il a dit dans le passé.

### Affaire avec une mineure
Le 28 octobre 2022, il est accusé par son ancienne compagne d'avoir eu en 2018 des rapports sexuels avec une mineure de 16 ans et 10 mois en parfaite connaissance de l'âge de cette dernière. Bien que cette situation soit autorisée d'un point de vue juridique, l'écart d'âge avec Sardoche, âgé de 24 ou 25 ans au moment des faits, provoque une vive polémique,. La controverse est accentuée par les propos tenus par Sardoche sur une capture d'écran provenant d'un serveur Discord où il qualifie une adolescente d'être « une autre [fille] qui manque de confiance en elle et […] jeune mais vraiment une proie trop simple pour que ça devienne amusant ». Ces propos et particulièrement le terme de « proie » le voient être accusé de prédateur sexuel sur les réseaux sociaux.
Sardoche avoue la véracité de cette relation et affirme regretter ses actes. En décembre de la même année, la fille qui avait eu 16 ans et 10 mois à l'époque des faits affirme ne pas avoir donné son accord pour dévoiler publiquement l'affaire et qu'elle n'aurait jamais été abusée par le streameur.
En conséquence, cette polémique déclenche un harcèlement de masse envers le vidéaste.